# Jean-Victor Castor
Jean-Victor Castor, né le 21 avril 1962 à Sinnamary (Guyane), est un homme politique français.
Membre du Mouvement de décolonisation et d'émancipation sociale (MDES), il est député de la 1re circonscription de la Guyane depuis 2022.

## Biographie
Jean-Victor Castor naît le 21 avril 1962 à Sinnamary en Guyane. Membre d'une fratrie de huit enfants, il est fils d'instituteurs. Il fait des études de chimie en France et revient en Guyane en 1985. En 1990, il participe à la fondation du journal Rot Kozé.
Employé chez EDF et membre de l'Union des travailleurs guyanais, il est licencié à l'occasion d'un mouvement de grève. À l'issue de nouvelles études, il obtient un diplôme en génie climatique, puis travaille comme chargé d'affaires dans une grande entreprise.

## Parcours politique

### Mandats locaux
Jean-Victor Castor est élu au conseil régional de la Guyane de 1998 à 2004, conseiller municipal d'opposition à Matoury et membre de la Communauté d'agglomération du Centre Littoral (CACL).
En 2012, il devient secrétaire général du Mouvement de décolonisation et d'émancipation sociale (MDES).
Il démissionne de ses mandats locaux à Matoury au cours de sa campagne pour les élections législatives de 2022.

### Député
Candidat du MDES dans la première circonscription de la Guyane lors des élections législatives de 2022, il est élu député à l'Assemblée nationale au second tour face à Yvane Goua, soutenue par La France insoumise au second tour sur le plan national (La France Insoumise guyanaise soutenant au second tour Jean-Victor Castor). C'est la première fois que le MDES obtient un député.
Il décide d'intégrer le groupe parlementaire de la Gauche démocrate et républicaine (GDR), ou siègent douze députés du PCF et dix députés ultramarins.
Le 4 mai 2023, journée parlementaire réservée à son groupe GDR, il présente une proposition de loi pour abroger l’obligation vaccinale anti-Covid des soignants. Cette proposition est adoptée par l’Assemblée, contre l'avis du gouvernement qui était favorable à une simple suspension de l'obligation.
En décembre 2023, le journal Marianne révèle qu'il s'est rendu « tous frais payés » en juillet et en novembre 2023 à Bakou en Azerbaïdjan pour une conférence sur la lutte contre le colonialisme « Dans la direction de l'élimination totale du colonialisme » et participer à une conférence du groupement d'initiative Bakou (GIB) « Vers une complète élimination du colonialisme ». Il participe ainsi à la création du groupe d'initiative de Bakou « contre le colonialisme ». Cette présence en tant qu'élu français dans le cadre de tensions entre la France et l'Azerbaïdjan crée la polémique et est vu comme une « trahison » par certains. Lors de la réunion ministérielle du Bureau de coordination du Mouvement des non-alignés, Castor a plaidé contre les pratiques néo-coloniales persistantes de la France,. 
En juin 2024, à la suite de la dissolution de l'Assemblée nationale, il est candidat à sa réélection. Lors du premier tour, il finit en tête avec plus de 62,78% des voix face à Boris Chong Sit, qui atteint plus de 15,6%, synonymes de second tour; Il a obtenu un nombre historique de voix jamais atteint par aucun autre député en Guyane,. Il est réélu au second tour avec 76,11 % des suffrages exprimés.
En août 2024, à la suite de la validation de la loi sur « les ingérences étrangères », il doit s'inscrire au « Répertoire numérique des représentants d'intérêts agissant pour le compte d'un mandat étranger », de la Haute Autorité de transparence de la vie publique (HATVP).
En novembre 2024, Jean-Victor Castor fait valider deux amendements dont un qui octroie entre 125 000 et 150 000 hectares de foncier en plus à la SAFER de Guyane.

## Prises de position
Jean-Victor Castor est très critique envers la gestion de l'État en Guyane. En septembre 2022, lors de la visite de trois ministres en Guyane pour les « Assises de la sécurité », il dénonce les manquements de l'État qui plongent ce territoire dans une situation économique, sociale et environnementale gravissime. Il souligne que 40% de la population n'a pas accès à l'eau potable ou à l'électricité et que les services de santé et d'éducation sont dépassés. Castor critique également la gestion des ressources naturelles de la Guyane, affirmant que le territoire est « mis sous cloche » pour sa biodiversité tout en étant abandonné à la pollution causée par les extractions minières clandestines. Il appelle à une coopération transfrontalière renforcée, au développement des offres de formation pour la jeunesse et à des solutions aux problèmes de pauvreté, de mal logement et de chômage.
Il milite pour une autonomie accrue de la Guyane, rappelant que les élus guyanais se sont prononcés en faveur d'un statut propre à la Guyane au sein de la Constitution en mars 2022. Pour lui, une gestion adaptée de la Guyane ne doit pas passer par des décisions prises à Paris mais par une vraie concertation locale et un pouvoir de décision local. En février 2024, il reçoit l'activiste Kémi Seba avec le député Davy Rimane.
En mars 2024, lors d'une conférence de presse à l'Assemblée nationale, il a dénoncé le "manque d'infrastructures" qui empêche de répondre aux besoins vitaux de la population. Il critique le gouvernement pour son « enfumage » concernant l'avenir institutionnel de la Guyane et plaide pour une « évolution statutaire », affirmant que le « statu quo n'est pas tenable ». Castor appelle à la création d'un article dédié à la Guyane dans la Constitution, reconnaissant sa "singularité" et tendant vers davantage d'autonomie, à l'image de la Nouvelle-Calédonie ou de la Polynésie française.
Castor a également participé à la mission d'information parlementaire sur « l’aménagement et le développement durables du territoire en Guyane », dont le rapport a été adopté en novembre 2023. Il met en avant cinq priorités pour le développement de la Guyane : rétablir la sécurité, mettre fin à la fracture spatiale par des infrastructures, développer l'agriculture, poursuivre les efforts en matière d'éducation, et agir pour le bien-être de la population en se concentrant sur le logement et la santé.